# Сова бразильська
Сова́ бразильська (Strix hylophila) — вид птахів родини совових (Strigidae). Поширений у Південній Америці.

## Поширення
Вид поширений в південній частині атлантичного лісу на півдні Бразилії (від Мінас-Жерайс до Ріо-Гранде-ду-Сул), на сході та півдні Парагваю та на крайньому північному сході Аргентини. Він мешкає всередині та на околицях різноманітних лісистих ландшафтів, включаючи гірські, тропічні вічнозелені та ліси помірного поясу, вторинний ліс та соснові насадження. Його можна зустріти поблизу людського житла. За висотою поширення коливається від рівня моря до принаймні 1000 м.

## Опис
З розміром тіла приблизно 35-36 см, бразильська сова є середнім видом у своєму роді. У неї відсутні пір'яні вуха. Лицевий диск червонувато-коричневий з дуже помітними сірими концентричними лініями, по зовнішньому краю облямована тонкою коричневою лінією. Верхня частина тіла червонувато-коричнева з горизонтальними смугами кремового кольору. Нижня сторона тіла від світло-вохристого до білуватого кольору з темно-коричневими поперечними смугами. Очі карі. Дзьоб жовтуватий. Ноги оперені, а пальці голі й жовтуваті.

## Спосіб життя
Бразильська сова активна вночі та в сутінках. Живе в густому листі серед верхівок дерев і часто сидить між ліанами. Також використовує дупла дерев як місце денного відпочинку. Бразильські сови територіальні; і самці, і самиці захищають свою територію. Раціон включає дрібних ссавців і птахів, рептилій і, ймовірно, також земноводних. Комахи також відіграють певну роль у спектрі його здобичі.
Сезон розмноження точно невідомий, але, ймовірно, припадає на серпень і вересень. Кладка складається з двох-трьох яєць, які відкладаються з інтервалом близько двох днів. Насиджує самиця. Молоді пташки залишають гніздо у віці 35 днів і залишаються незалежними від батьків приблизно через чотири місяці. Статевої зрілості досягають на другому році життя.